# Texaský masakr motorovou pilou 2
Texaský masakr motorovou pilou 2 je americký hororový film z roku 1986, který natočil Tobe Hooper.

## Děj
Dva mladí lidé se vydávají na párty Texaskou pustinou, avšak tam je napadne osoba s motorovou pilou. Stihnou však ještě zavolat do rádiového studia moderátorce Vanitě Brockové, přezdívané Stretch. Ta v přímém přenosu uslyší, jak je někdo zabíjí a přitom netuší, že vrah teď půjde po ní. Ta se s vrahem skutečně ve studiu setkala, ale útok přežila a rozhodne se jej sama na vlastní pěst vypátrat.